# مأوى غوتي

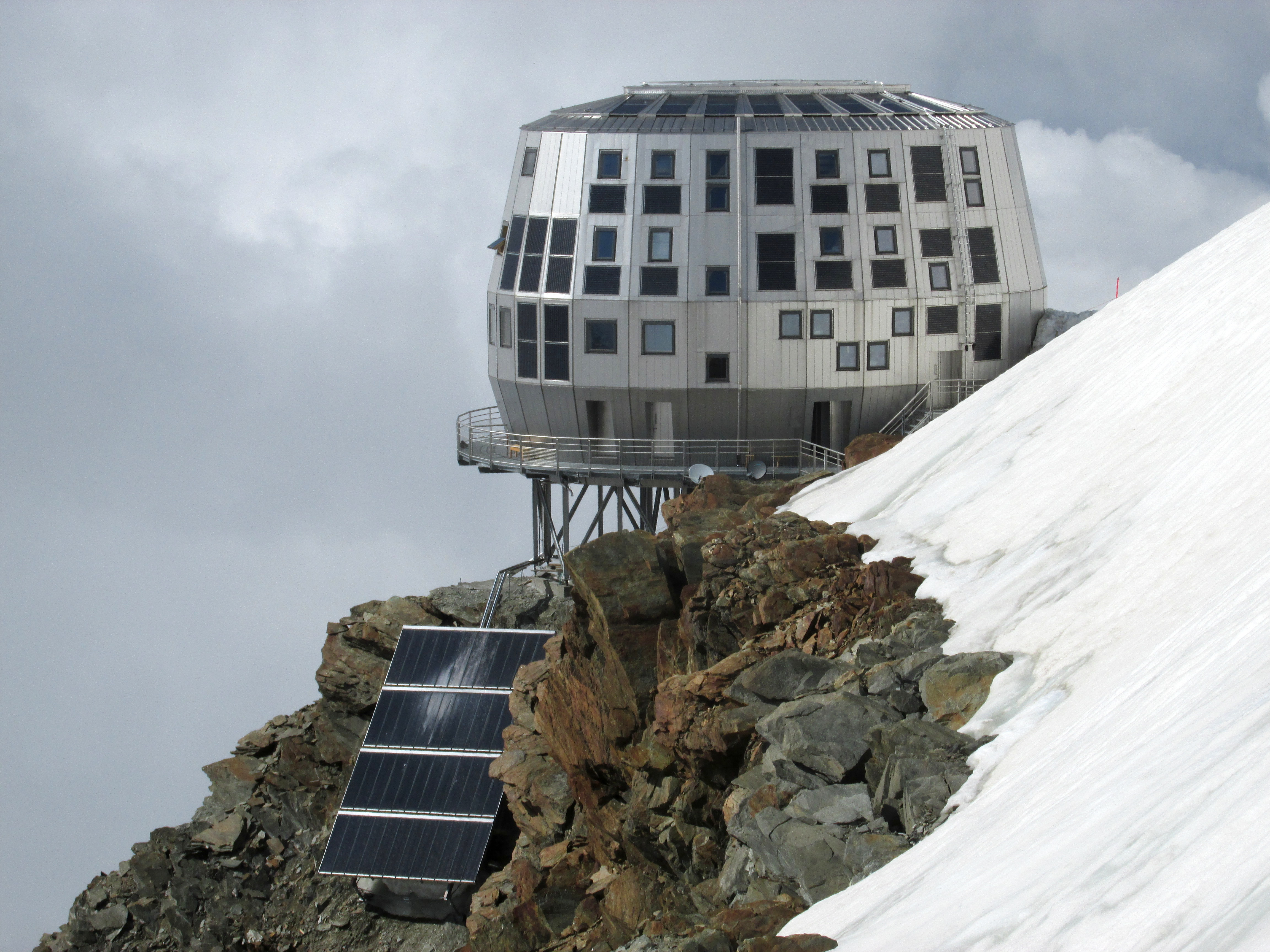
يقع مأوى غوتي على الجانب الفرنسي من مونت بلان، وهو أعلى ملجأ محمي في غرب أوروبا

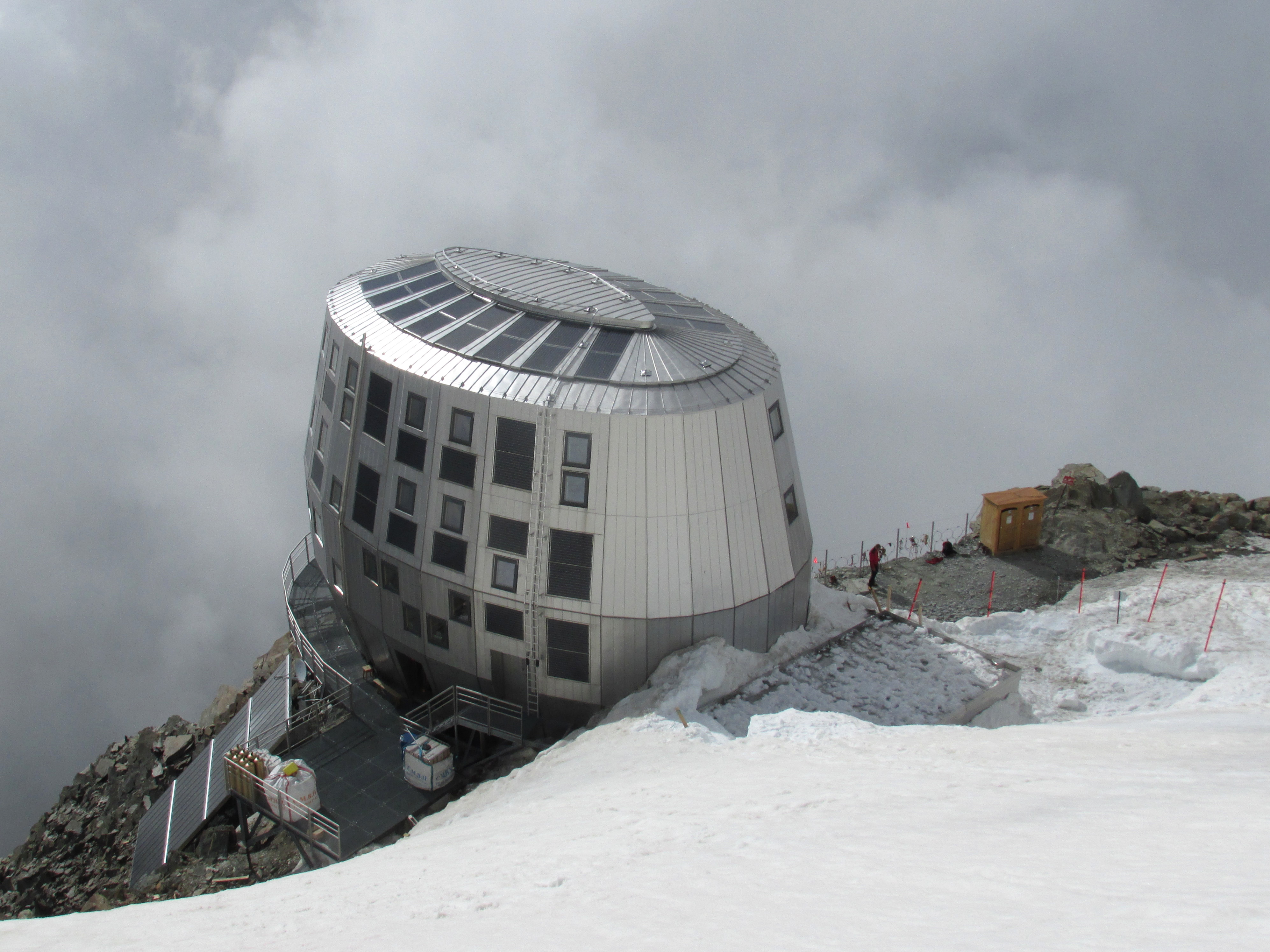
صورة أخرى من الأعلى

مأوى غوتي (بالفرنسية: Refuge du Goûter)‏ و (بالإنجليزية:  Goûter Refuge)‏ ويعني «القطرة» وهو مأوى جبلي على الطريق إلى قمة الجبل الأبيض في مون بلان.
هو مأوى جبلي في مقاطعة أوت سافوا الفرنسية، يقع في كتلة جبل بلان، على ارتفاع 3835 مترًا فوق مستوى سطح البحر، مما يجعله واحد من أعلى الملاجئ المحمية في أوروبا الغربية. يمكن الوصول إليه في حوالي خمس ساعات سيرًا على الأقدام من محطة منقار النسر Nest of Eagle من قطار ينطلق من مدينة سان جيرفيه لي بان ويسمح لمتسلقي الجبال بالوصول إلى قمة جبل مون بلان بالطريق العادي في خمس ساعات إضافية.
في الواقع هناك بنائين : يعود وجود الملاذ إلى عام 1854 ولكن الملجأ أو المأوى الأول نفسه تم بناؤه بعد أربع إلى خمس سنوات من ذلك. أعيد بناؤه في عام 1936 وتوسع في عام 1960. وفي الوقت نفسه، تم بناء مبنى آخر في عام 1906 وتم إعادة بنائه في عام 1990 كمرفق. أخيرًا، تم تصميم ملجأ جديد يضم 120 مكانًا منذ عام 2010 ويفتح بعد ثلاث سنوات. يستفيد من العديد من الابتكارات في المسائل المعمارية والبيئية. إنه بيضاوي، يتميز بطبقته الفولاذية المقاومة للصدأ وله أربعة مستويات. يجب الحجز مسبقاً لقضاء الليل.

## معرض صور

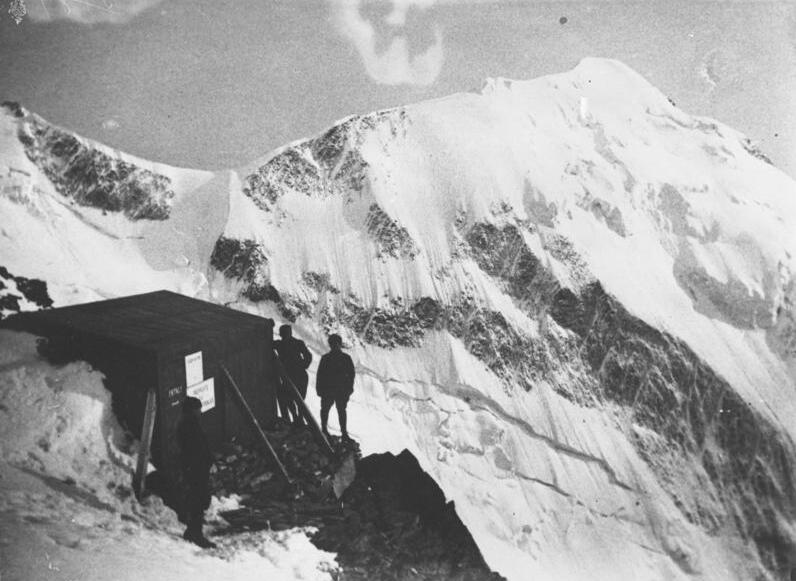
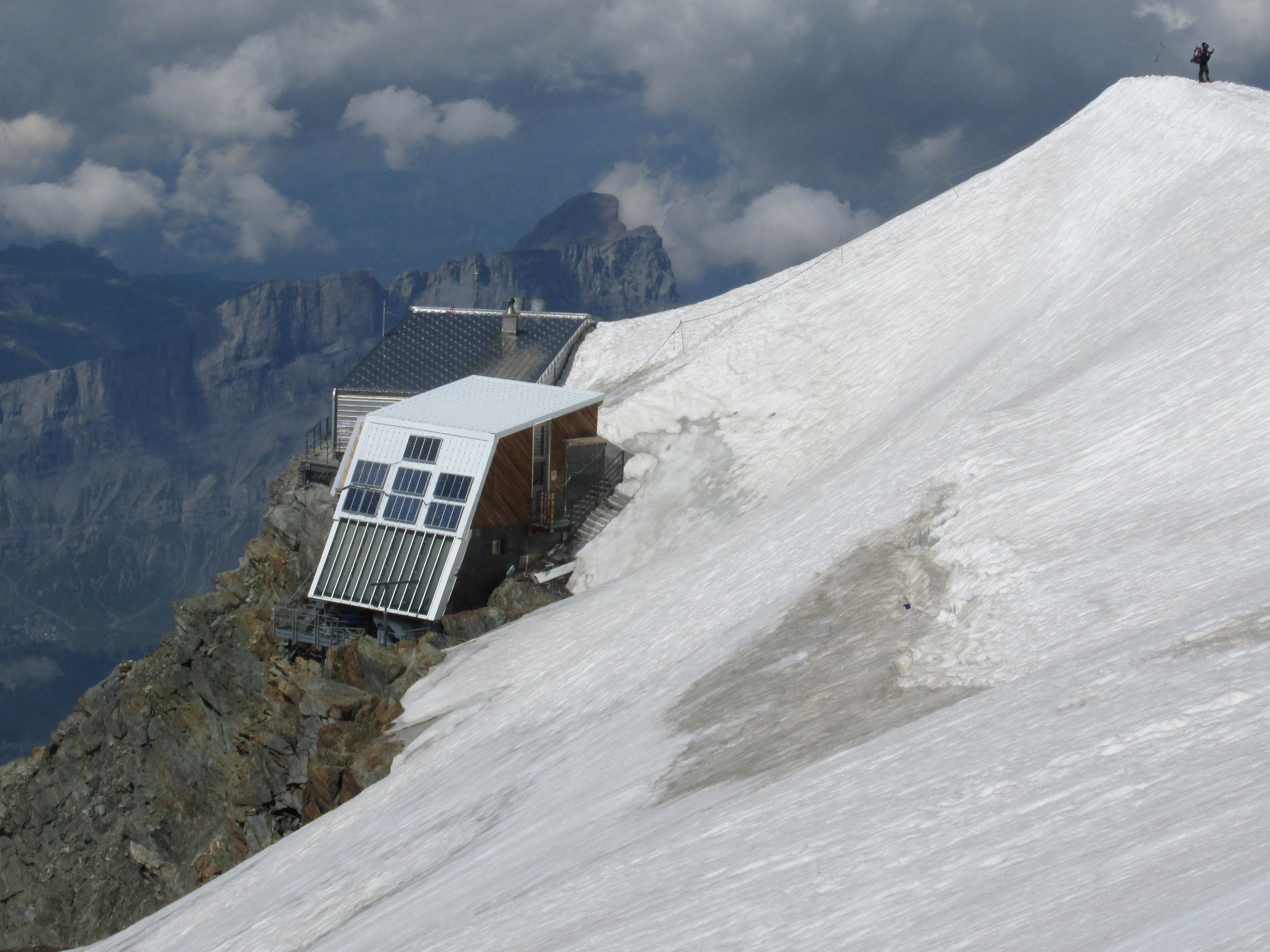
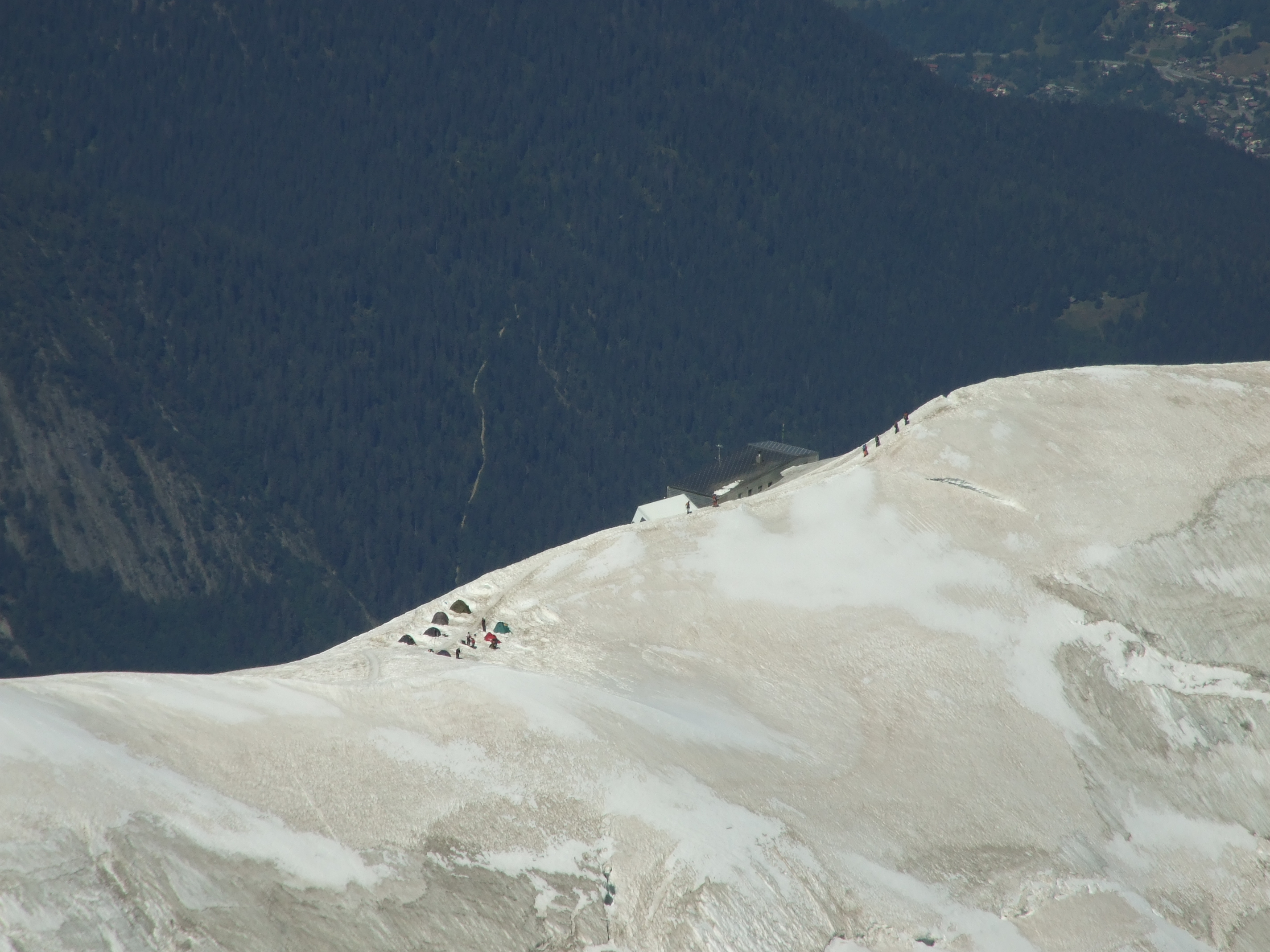
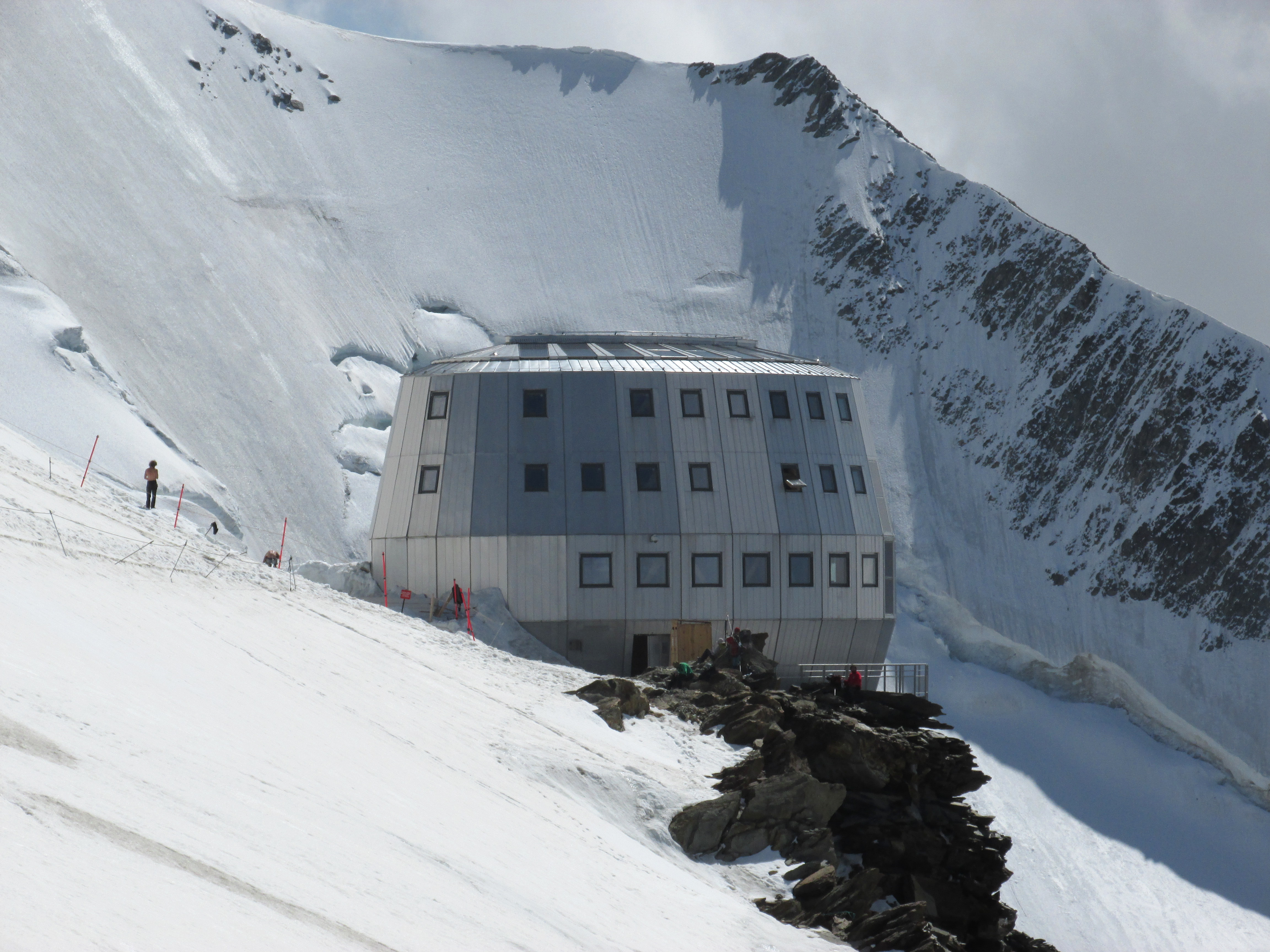